# République solidaire
République solidaire (RS) je politické hnutí, které založil bývalý francouzský premiér Dominique de Villepin 19. června 2010 jako platformu pro svou kandidaturu v prezidentských volbách 2012. Ideologicky se opírá o gaullismus a tzv. villepinismus, tj. vymezení se proti politice současného prezidenta Nicolase Sarkozyho a Svazu pro lidové hnutí ze středopravicových pozic.
Členy hnutí se stalo několik významných osobností, včetně několika poslanců, senátorů, starostů a bývalých ministrů (Brigitte Girardin).